# Біотоценогенез
Біотоценогенез (від біота, ценоз і грец. genesis — походження: Биков, 1970) — єдиний процес еволюції видів (біота) і біоценозів як ценоекосистем. Еволюція видів (біотогенез, видоутворення) відбувається паралельно з  еволюцією біоценозів (в зміні їх біоценогенезів). Здійснюється шляхом все зростаючої асоцийованості видів, особливо у зв'язку зі спеціалізацією  біотрофії, ускладненням трофічних мереж (включаючи  консорції), ускладненням обміну речовин із зовнішнім середовищем, особливо по лінії біохімічних процесів ґрунтоутворення.
Як еволюція видів, так і еволюція біоценозів регулюються одними і тими ж каналами зв'язків — трофічними і медіопативними. А здійснюються вони під контролем кліматичних факторів, що змінюються.
Біотрофія має характер  хижацтва, або епізатизму, паразитизму і симбіозу.

## Порівняй
- Авторегуляція біоценозів — Коеволюція
- Автотрофи — Сапротрофи